# Corduroy's Mood
『Corduroy's Mood（気分はコール天）』（コーデュロイズ ムード）は、日本のバンドフィッシュマンズの1枚目のミニ・アルバムである。1991年5月21日発売。発売元はヴァージン・ジャパン。

## 概要
- “寒い冬”をテーマにしたセルフプロデュースによるミニアルバム。
- テーマに合わせてメンバーが厚着をしているジャケット写真は、実際は夏に撮影されたもの（※茂木欣一いわく「佐藤が暑がって上着を着ようとしなかった」）である。

## 収録曲
1. ごきげんはいかがですか[2:47]
作詞・作曲：佐藤伸治 / 編曲：フィッシュマンズ
2. あの娘が眠ってる[4:20]
作詞・作曲：小嶋謙介 / 編曲：フィッシュマンズ
3. むらさきの空から[4:45]
作詞・作曲：佐藤伸治 / 編曲：フィッシュマンズ
4. 救われる気持ち[3:49]
作詞：佐藤伸治 / 作曲：佐藤伸治、HAKASE / 編曲：フィッシュマンズ